# Glomel
Glomel (tiếng Breton: Groñvel) là một xã của tỉnh Côtes-d’Armor, thuộc vùng Bretagne, tây bắc Pháp.

## Dân số
Người dân ở Glomel được gọi là Glomelois.